# UBlock Origin
uBlock Origin — свободное и открытое ПО, кросс-платформенное расширение для браузеров, предназначенное для фильтрации контента, включая блокировку рекламы. Расширение доступно для нескольких браузеров — Safari (Beta), Chrome, Chromium, Edge, Firefox, Opera, Яндекс.Браузер и Vivaldi. uBlock Origin получил похвалу от технологических сайтов, и, как сообщается, он намного менее требователен к ресурсам памяти, чем другие расширения с похожим функционалом. Задача uBlock Origin состоит в том, чтобы предоставить пользователям средства для обеспечения своих собственных вариантов фильтрации контента.
По состоянию на 2020 год uBlock Origin продолжает активно развиваться и поддерживаться основателем и ведущим разработчиком Реймондом Хиллом. Хилл отказался от поддержки uBlock, старой ветви программного обеспечения, ссылаясь на «серьёзные несовместимости в духе проекта».
Совместное исследование Sourcepoint и comScore сообщило о росте на 833 % за десятимесячный период отслеживания, заканчивающийся в августе 2015 года, самый сильный рост программного обеспечения. Отмечается, что рост объясняется стремлением пользователей к чистым блокаторам без программ «приемлемой рекламы».

## История
uBlock Origin изначально был назван «μBlock». Позднее имя было изменено на «uBlock», чтобы избежать путаницы в том, как произносится греческая буква «μ» (Мю) в «μBlock». Разработка началась с кодовой базы HTTP-коммутатора вместе с другим блокирующим расширением под названием uMatrix, предназначенным для продвинутых пользователей. uBlock Origin был разработан для использования списков блокировок, поддерживаемых сообществом, добавляя функции и повышая качество кода для выпуска стандартов. Первый выпуск расширения был в июне 2014 года для Chrome и Opera, зимой 2015 года расширение было выпущено для других браузеров.
В апреле и мае 2015 года проект uBlock был разделён разработчиками на uBlock, который поддерживался Крисом Аджуди; и uBlock Origin, который продолжает поддерживаться создателем uBlock Реймондом Хиллом. Впоследствии Крис Аджуди открыл сайт ublock.org. По состоянию на апрель 2020 uBlock поддерживается организацией uBlock, LLC, у него новый репозиторий, версия для Firefox на сайте addons.mozilla.org носит название µBlock, но в собственном интерфейсе носит название uBlock. Начиная с апреля 2015 года uBlock Origin полностью не связан с веб-сайтом ublock.org.
По состоянию на апрель 2020 на сайте ublock.org в разделе часто задаваемых вопросов написано:
|  | Are uBlock and uBlock Origin the same thing? No. They are two separate products, although both products aim to make it safer and more fun to browse the Internet by cutting down on the ads users are exposed to on most websites. You can download uBlock Origin here (ссылка). (англ.) |  | UBlock и uBlock Origin — это одно и то же? Нет. Это два отдельных продукта, хотя оба продукта направлены на то, чтобы сделать работу в Интернете более безопасной и увлекательной за счёт сокращения рекламы, которую пользователи получают на большинстве веб-сайтов. Вы можете скачать uBlock Origin здесь (ссылка). (рус.) |  |
|  | |  | |  |

В то же время конкурирующее расширение — uBlock Origin — блокирует по умолчанию сайт ublock.org подпиской «uBlock filters — Badware risks».
Оба проекта отказываются от пожертвований, прося поддерживать лишь людей, обновляющих подписки, которые содержат правила фильтрации.

## uBlock Origin
Реймонд Хилл, основатель и первоначальный автор uBlock, продолжает работать над расширением под названием uBlock Origin, иногда стилизованным как uBlock₀. Первоначально Хилл хотел дать расширению название uBlock₀, но оно было удалено из интернет-магазина Chrome якобы за нарушение правил сервиса, без объяснения конкретных причин. Хилл попробовал снова отправить расширение на модерацию, в этот раз изменив название на uBlock Origin, а также изменил значок расширения — и расширение было разрешено модератором. По состоянию на 2018—2020 годы расширение для Chrome имеет более чем 10 млн активных пользователей, а для Firefox — более чем 5 млн активных пользователей.
В январе 2016 года uBlock Origin был добавлен в репозитории Debian 9 и Ubuntu 16.04. Расширению было присуждена награда «Выбор месяца» от Mozilla за май 2016 года. По состоянию на апрель 2020 года uBlock Origin является рекомендованным расширением на сайте дополнений Firefox — addons.mozilla.org.
Ник Ролс официально выпустил uBlock Origin для Microsoft Edge 11 декабря 2016 года.
Эллис Цунг выпустил бета-версию uBlock Origin для Safari 9 декабря 2016 года.

## uBlock / µBlock (ublock.org)

Значок uBlock для Chrome

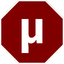
Значок uBlock для Firefox (µBlock)

Вскоре после раздела проекта Крис Аджуди создал ublock.org для размещения uBlock, продвигал расширение и запрашивал пожертвования. В ответ основатель uBlock Раймонд Хилл заявил, что «пожертвования, запрашиваемые ublock.org, не приносят пользу никому из тех, кто внёс наибольший вклад в создание uBlock Origin». В настоящее время оба проекта придерживаются позиции, что в поддержке нуждаются лишь авторы подписок (см. выше).
До этой[какой?] версии поддержка Safari и Firefox была публично представлена версиями 0.8.5.4 и 0.8.5.5 разработчиком «Deathamns», который с тех пор покинул проект вместе с основателем Реймондом Хиллом. Ответ расширения для Firefox было передано разработчику Алекса Валату по запросу Хилла[прояснить]. Впоследствии Валлат внёс код в uBlock Origin.
Разработка проекта приостанавливалась с 2015 года. Сертификат безопасности веб-сайта истёк в мае 2016 года и был возобновлён 30 июня 2016 года. По состоянию на июнь 2017 года репозиторий uBlock не обновлялся и не поддерживался с августа 2015 года. Репозиторий uBlock Origin по-прежнему активно поддерживается и обновляется.
По состоянию на апрель 2020 года, uBlock / µBlock регулярно обновляется, по крайней мере с июня 2018, использует новый репозиторий;
версия для Firefox на сайте addons.mozilla.org носит название µBlock, но в собственном интерфейсе носит название uBlock; в то время как в Интернет-магазине Chrome расширение носит название uBlock. Домашней страницей µBlock и uBlock указана ublock.org. uBlock для Chrome имеет более 600 тысяч активных пользователей, а µBlock для Firefox — около 138 тысяч активных пользователей.

## Компоненты

### Блокировка и фильтрация
uBlock Origin и uBlock поддерживают большую часть синтаксиса фильтра Adblock Plus. Популярные списки фильтров EasyList и EasyPrivacy включены как подписки по умолчанию. Расширения могут импортировать файлы хостов, а ряд поддерживаемых сообществом списков доступен при установке. Среди доступных файлов хоста, список серверов объявлений Питера Лоу и Malware-домены также включены по умолчанию. Некоторые дополнительные функции включают динамическую фильтрацию скриптов и фреймов и инструмент для скрытия элементов веб-страницы. Начиная с версии 0.8.7.0, динамическая фильтрация в uBlock может действовать как полная замена RequestPolicy или подобных надстроек. uBlock Origin включает в себя растущий список функций, недоступных в uBlock, в том числе новый режим, помогающий тем, у кого есть недостаток цветового зрения, новая функция фильтрации динамических URL-адресов, новые функции ведения журнала и улучшения интерфейса, включая инспектор DOM, новые параметры конфиденциальности для блокировки Предварительная выборка ссылок, аудит гиперссылок и утечки IP-адресов через WebRTC. В последних выпусках uBlock Origin также были добавлены переключатели для работы с сайтами для переключения блокировки всплывающих окон, строгая блокировка домена, косметические фильтры и шрифты. Версия uBlock Origin для Firefox имеет дополнительную функцию, которая помогает избежать попыток веб-сайтов обойти блокировщики.

### Производительность
Веб-сайты технологий и обзоры пользователей для uBlock считают расширение менее ресурсоёмким по сравнению с расширениями, которые предоставляют аналогичные функциональные возможности, такие как Adblock Plus. Тест, проведённый в августе 2015 года с десятью расширениями блокировки, показал, что uBlock Origin является наиболее ресурсоэффективным среди тестируемых расширений.
uBlock проверяет, какие ресурсы стиля необходимы для отдельной веб-страницы, а не полагается на универсальную таблицу стилей. Расширение принимает моментальный снимок фильтров, которые пользователь разрешил. Это способствует ускоренной загрузке браузера по сравнению с извлечением фильтров из кеша каждый раз.

## Поддерживаемые платформы
uBlock Origin активно разрабатывается для приложений, основанных на двух основных движках.

### Актуальные платформы
- Blink
  - Google Chrome/Chromium (Для ПК)
  - Opera (Для ПК)
  - Microsoft Edge (Chromium) (Для ПК)
  - Kiwi (mobile)[35]
- Gecko/GeckoView/Quantum
  - Firefox (Для ПК)
  - Firefox for Android (мобильный)
  - SeaMonkey (Для ПК)
  - Thunderbird

### Поддержка окончена
- WebKit
  - Safari (Для ПК: uBlock и uBlock Origin (Beta))[24]
- EdgeHTML
  - Microsoft Edge (uBlock Origin доступен в магазине Windows)[23]

## Конфиденциальность
Политики конфиденциальностей uBlock и uBlock Origin различаются.
Согласно политике конфиденциальности uBlock Origin: обработка персональных данных пользователей не осуществляется в отличие, например, от политик конфиденциальностей Adblock Plus или uBlock.
uBlock Origin входит в предустановленное ПО дистрибутива с повышенными требованиями к приватности и анонимности пользователей GNU/Linux Tails.